# Pfam
Pfam是一個蛋白質家族資料庫。此資料庫會利用隱馬爾可夫模型進行多重序列比對以及加上蛋白腳註。

## 特色
Pfam中所登錄的每一個蛋白質家族可以：
- 查詢多重序列比對
- 查看蛋白質主要結構
- 檢視物種演化樹
- 連結其他資料庫
- 查看已知的蛋白質結構

Pfam內的蛋白質家族描述由維基百科使用者管理。
Pfam的最新版本是「Pfam 34.0」（2021年3月，共計19,179個家族）

## 外部連結
- Pfam －英國Sanger Institute的蛋白質家族資料庫
- Pfam（页面存档备份，存于） －美國珍利亞農場研究園區的蛋白質家族資料庫
- Pfam（页面存档备份，存于） －瑞典Stockholm Bioinformatics Centre的蛋白質家族資料庫
- iPfam - Interactions of Pfam domains in PDB
- PDBfam（页面存档备份，存于） - Assignments of Pfam domains to sequences in the PDB at Fox Chase Cancer Center USA